# Casimiro de Cracóvia
São Casimiro (Cracóvia, 3 de outubro de 1458 – Grodno, 4 de março de 1484) foi um príncipe polaco, filho da rainha Isabel da Áustria e de Casimiro IV da Polônia, que foi santificado por ter praticado de modo especial a bondade com os pobres e ter grande devoção a Nossa Senhora. 
Apesar de rodeada de todo o conforto, a vida de São Casimiro foi acompanhada de severas penitências incomuns entre os homens. Trazia sempre consigo um cilício para castigar o corpo e cada semana dedicava alguns dias ao jejum. Ao sono eram reservadas poucas horas e, embora lhe tivesse à disposição um leito que em comodidade nada deixava a desejar, assim como escolhia de preferência o chão para o repouso do corpo. 
Rejeitou as tentativas de convencê-lo a se casar, preferindo permanecer solteiro.
Morreu de tuberculose no ano de 1484. 
Sua festa é comemorada no dia 4 de março.

Passados 120 anos de seu enterro, foi aberto o túmulo e encontrou-se seu corpo incorrupto. Nem sequer seus vestidos se haviam deteriorado. Sobre seu peito foi encontrada uma poesia à Santíssima Virgem